# Les Champeaux
Les Champeaux település Franciaországban, Orne megyében. Lakosainak száma 98 fő (2022. január 1.). Les Champeaux Crouttes, Camembert, Coudehard, Écorches, Neauphe-sur-Dive és Le Renouard községekkel határos.

## Népesség
A település népességének változása:
| Lakosok száma | 134  | 121  | 119  | 116  | 111  | 107  | 102  | 100  | 98   |
|               | 2013 | 2015 | 2016 | 2017 | 2018 | 2019 | 2020 | 2021 | 2022 |